# Zákon sociálního vlivu
Zákon sociálního vlivu (také teorie sociálního dopadu, social impact theory) říká, že intenzita sociálního vlivu závisí na třech faktorech - síle, počtu a blízkosti. Zákon vychází z modelu sociálního vlivu, který v roce 1981 předložil Bibb Latané.

## Model sociálního vlivu
Latané přirovnal model sociálního vlivu k žárovkám - jedinec, na kterého současně působí různé sociální síly, je podle Lataného jako předmět, na který svítí několik žárovek najednou. Latané zastává názor, že síla sociálního vlivu (v metafoře osvícení předmětu) závisí na velikosti sil (výkon žárovky), na počtu přítomných (počet svítících žárovek) a na tom, jak jsou přítomní jedinci blízko (vzdálenost žárovek).

## Určujícími faktory sociálního vlivu tedy jsou
- Síla - tento faktor vypovídá o tom, do jaké míry je pro jedince určitá skupina lidí důležitá, jak moc je pro něj významná. Významnost může být určována například vztahy, které máme s osobami ve skupině.
- Počet - počet značí celkové množství lidí ve skupině. Platí, že větší počet členů ve skupině má na jedince větší vliv, avšak neplatí zde přímá úměrnost, neboť bylo zjištěno, že pokud je překročen určitý počet, vliv na jedince s každým dalším členem stále klesá.
- Blízkost - blízkost představuje jak fyzickou přítomnost osob, tak i kontakt. Osoba, se kterou se vídáme zřídka, ani si netelefonujeme, na nás má menší vliv než osoba, se kterou jsme v kontaktu často. Vzdálenost osoby snižuje její vliv.